# هيلين هاغان
هيلين هاغان (بالإنجليزية: Helene Hagan)‏ هي عالمة الإنسان أمريكية، ولدت في 1939.